# Мой волк (фильм)
«Мой волк» (фр. Mystère) — фильм Дени Имбера, снятый во Франции в 2021 году. Фильм основан на реальной истории, когда девочка вырастила и воспитала волка.

## Сюжет
Девочка Виктория приезжает со своим отцом в горы. На прогулке они встретили незнакомого дедушку. Он подарил им щенка по имени Секрет. Пёс становится лучшим другом Виктории. Секрет вырастает и все понимают: это волк. От него хотят избавиться, но дружба девочки с волчонком вечна.

## Критика
Фильм был встречен преимущественно положительной критикой. Так рецензентка сайта «Киноафиша» назвала фильм «донельзя милым кино с волчонком в главной роли». А Ольга Маршева, обзорщица издания «7 дней», отметила, что фильм «совсем не идеален. Он наивен, чрезмерно прост, в какие-то моменты затянут. То, что Шанна Кейль — дебютантка, — видно сразу, но все огрехи её актёрской игры можно простить за ту самоотверженность и эмоциональную открытость, которая нужна и нам, и нашим детям, и которой в мире становится всё меньше».